# Stenochironomus oklalbus
Stenochironomus oklalbus är en tvåvingeart som beskrevs av Sasa 1991. Stenochironomus oklalbus ingår i släktet Stenochironomus och familjen fjädermyggor. Inga underarter finns listade i Catalogue of Life.